# Geografia da América

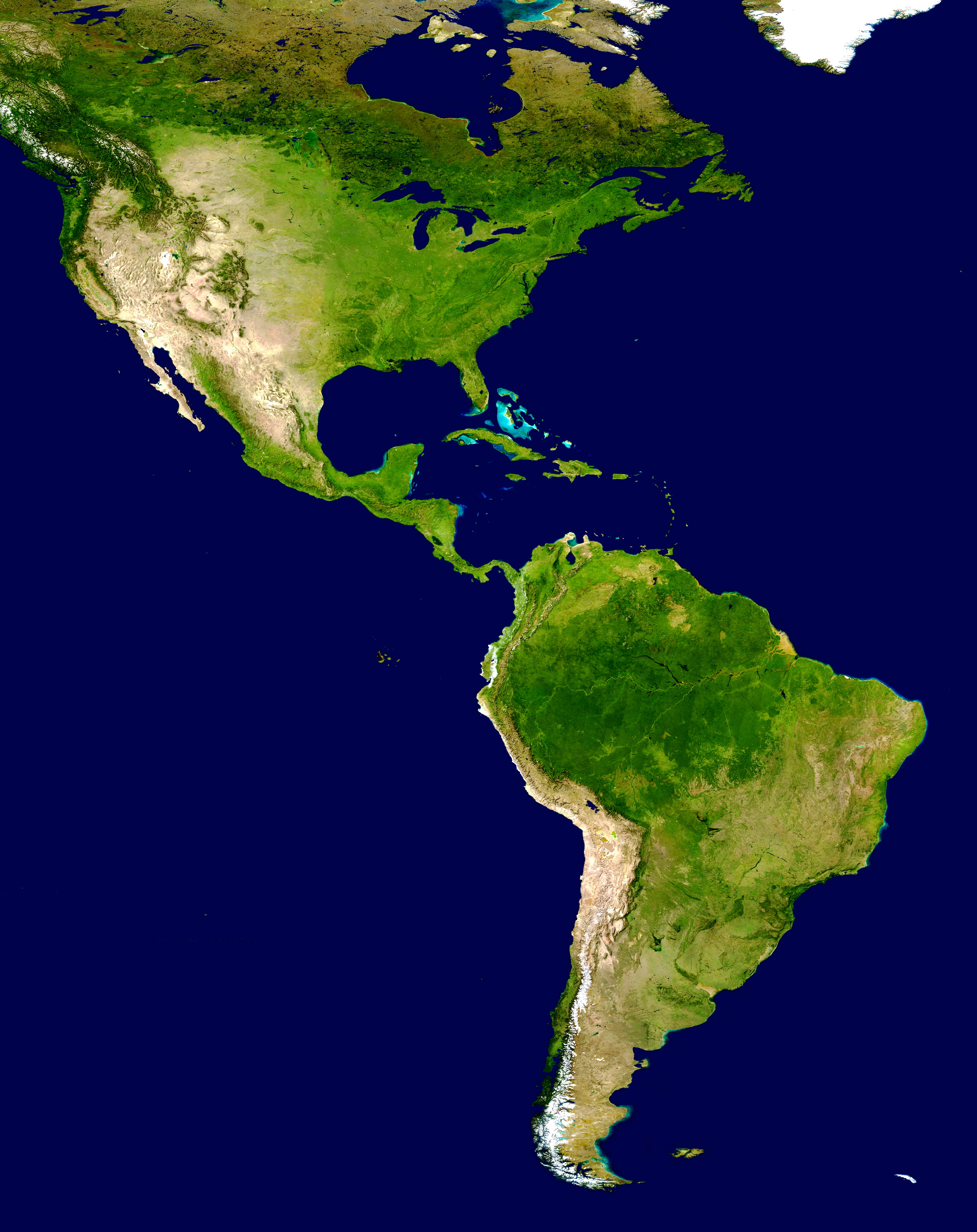
As Américas.

A América é a segunda maior massa de terra do planeta, depois da Ásia, com uma área de aproximadamente 42.262.142 km², cobrindo 8,3% da área total do planeta. Ela se estende de norte a sul do Cabo Columbia (58 ° N, Canadá), no Oceano Ártico até as ilhas Diego Ramírez (56 º S, Chile). Seu ponto mais oriental corresponde à Ponta do Seixas em Cabo Branco no Brasil (34°47'W) e o mais ocidental corresponde a ilha Attu nas ilhas Aleutas (173°11'E).
Consiste em três subcontinentes: América do Norte, América Central e América do Sul e um arco de ilhas conhecida como as antilhas. De acordo com as teorias da deriva continental e das placas tectônicas, o que seria a América do Norte e a América do Sul, mantiveram-se durante milhões de anos separados. Depois da divisão da Gonduana e da Laurásia ambos subcontinentes viajaram até sua atual posição ficando unidos pela América Central, uma ponte surgiu entre eles  pela ação das placas tectônicas, que foi primeiro um Arco de Ilhas e mais tarde se tornou em terra continua. O ponto mais estreito dessa união é o istmo do Panamá, formado 3 milhões de anos atrás. Outro arco de ilhas, as Antilhas, constituem uma segunda ligação entre os subcontinentes.
| América do Norte | América Central | América do Sul |
| --- | --- | --- |
| Ártico Canadense Grande Bacia Grandes Planícies Grandes Lagos Rochosas Sierra Madre Eixo Neovulcânico Montes Maias Groelândia Apalaches | Placa tectônica do Caribe Istmo Antilhas -As Bahamas -Grandes Antilhas -Pequenas Antilhas --Antilhas de Sotavento --Antilhas de Barlavento | Caribe sul-americano Planícies do Orinoco Amazônia Cordilheira dos Andes Bacia platina: Chaco+Pantanal & Pampa Patagônia Sertão Planalto Brasileiro Zona da Mata Altiplano andino Guianas |
| Grande Cânion | Canal do Panamá | Amazonas |

## Relevo

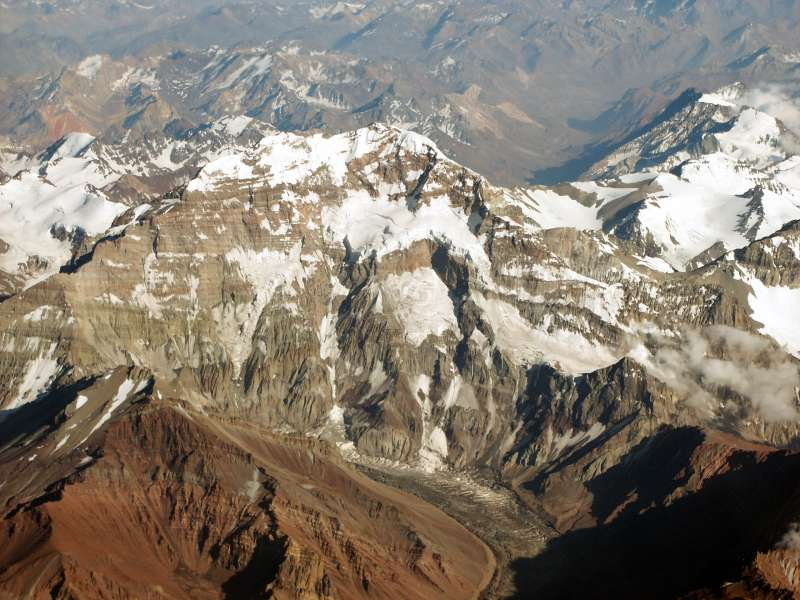
Aconcágua, com 6.959 metros de altura, é a maior montanha da América.

América é composta basicamente por uma série de alta cordilheiras na costa ocidental nas zonas de choques e afundamento das placas tectônicas (Cordilheira Americana).
Na América Central Continental, há apenas uma série de montanhas, a Cordilheira da América Central, que atravessa a todos os países recebendo diversos nomes. Nas Antilhas, o relevo é um arco de ilhas combinado com vários vales, montanhas, planícies e planaltos, que fornecem um grande turismo para a região; nas ilhas maiores se pode ver a Sierra Maestra, em Cuba, e os maciços Selle e Hotte, nas ilhas de Hispaniola; o restante das ilhas são pontas de montanhas salientes no mar.
Na América do Sul estão os Andes, onde estão os picos mais importantes do continente. A cordilheira dos Andes é a cordilheira emergida mais longa do mundo  e é uma das principais fontes econômicas nos países em que esta. Também podemos encontrar planícies como a do Orinoco, da Amazonas, do Chaco e a do Pampa. Na costa do Atlântico encontra-se também o planalto Brasileiro.
| Montanha            | Altitude | País              |
| ------------------- | -------- | ----------------- |
| Aconcágua           | 6.962    | Argentina         |
| Ojos del Salado     | 6.893    | Argentina - Chile |
| Monte Pissis        | 6.795    | Argentina         |
| Huascarán           | 6.746    | Peru              |
| Llullaillaco        | 6.739    | Argentina - Chile |
| Mercedario          | 6.720    | Argentina         |
| Incahuasi           | 6.621    | Argentina - Chile |
| Yerupajá            | 6.617    | Peru              |
| Tupungato           | 6.570    | Argentina - Chile |
| Sajama              | 6.542    | Bolívia           |
| Antofalla           | 6.440    | Argentina         |
| Illimani            | 6.438    | Bolívia           |
| Ancohuma            | 6.427    | Bolívia           |
| Coropuna            | 6.425    | Peru              |
| El Cóndor           | 6.414    | Argentina         |
| Cerro El Libertador | 6.380    | Argentina         |
| Ausangate           | 6.372    | Peru              |
| Tunsho              | 6.369    | Peru              |
| Huandoy             | 6.360    | Peru              |
| Parinacota          | 6.342    | Bolívia - Chile   |
| Ampato              | 6.288    | Peru              |

| Montanha             | Altitude | País              |
| -------------------- | -------- | ----------------- |
| Cerro de la Majadita | 6.280    | Argentina         |
| Chimborazo           | 6.267    | Equador           |
| Salcantay            | 6.264    | Peru              |
| Cerro de los Patos   | 6.239    | Argentina - Chile |
| Pular                | 6.233    | Chile             |
| Monte McKinley       | 6.194    | Estados Unidos    |
| Aucanquilcha         | 6.176    | Chile             |
| Cerro del Toro       | 6.168    | Argentina - Chile |
| San Pedro            | 6.145    | Chile             |
| Queva                | 6.140    | Argentina         |
| Colangüil            | 6.122    | Argentina         |
| Cerro Belgrano       | 6.097    | Argentina         |
| Cerro Aracar         | 6.095    | Argentina         |
| Cerro El Plomo       | 6.070    | Argentina - Chile |
| Chachani             | 6.057    | Peru              |
| Copiapó              | 6.052    | Chile             |
| Socompa              | 6.051    | Argentina - Chile |
| Pili                 | 6.046    | Chile             |
| Chaupi Orco          | 6.044    | Bolívia - Peru    |
| Palpana              | 6.040    | Chile             |

## Hidrografia

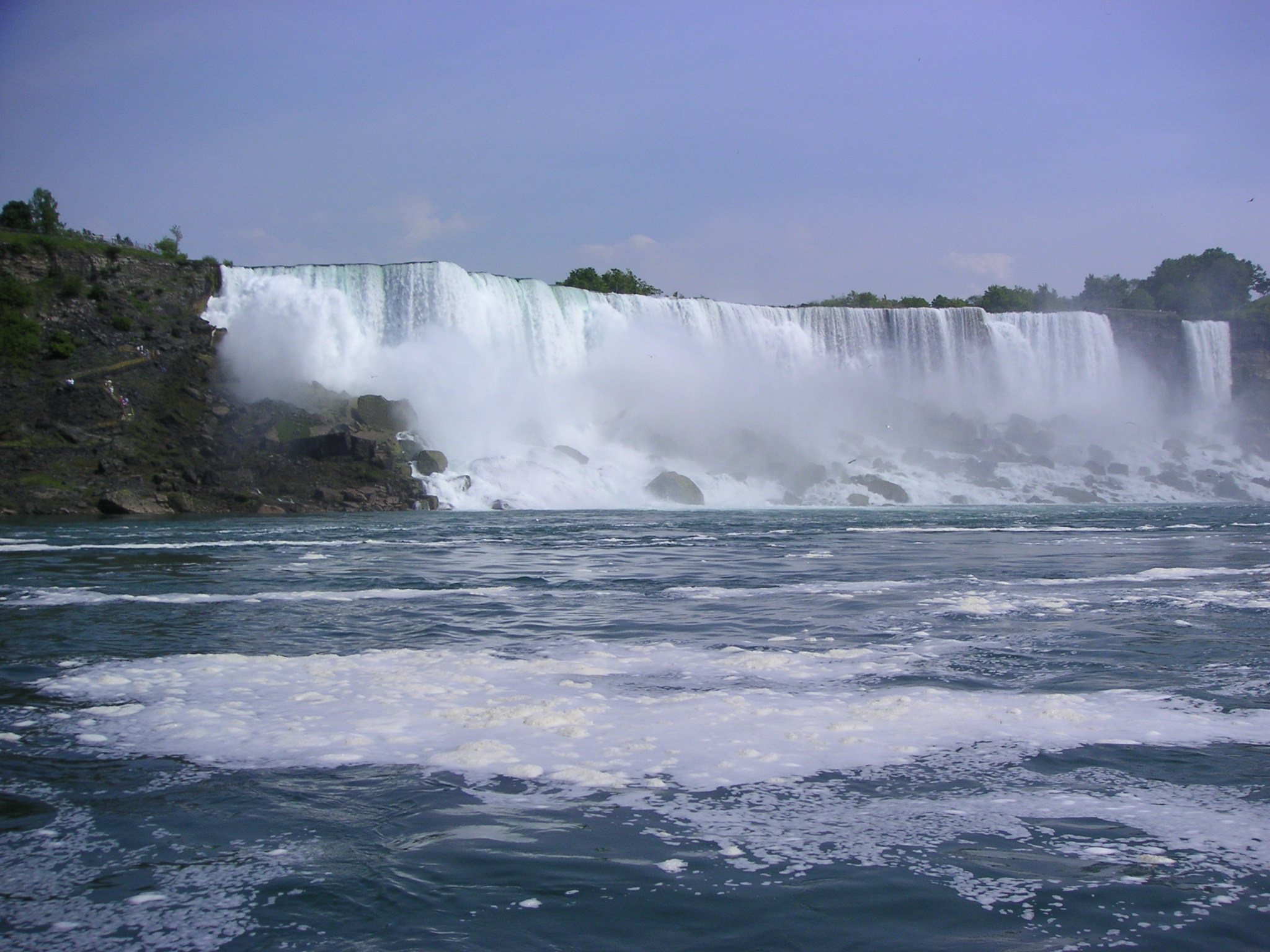
Cataratas do Niágara, que liga os lagos Ontário e Erie.

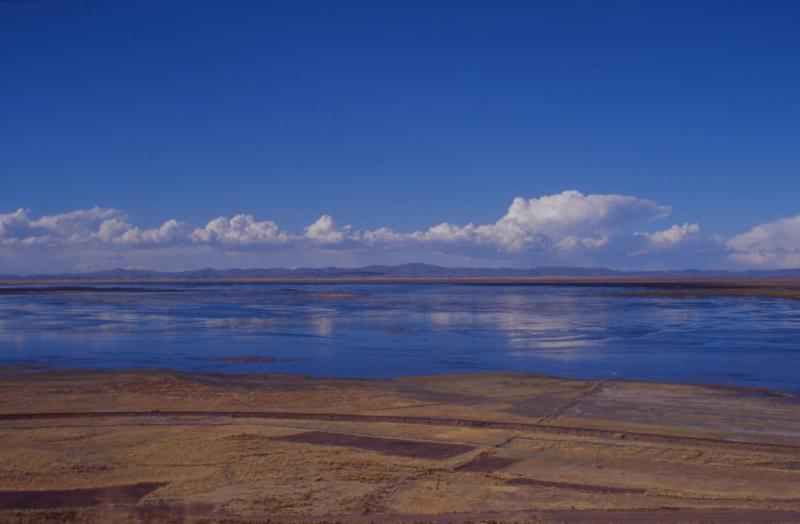
O lago Titicaca é o lago navegável a maior altitude do mundo.

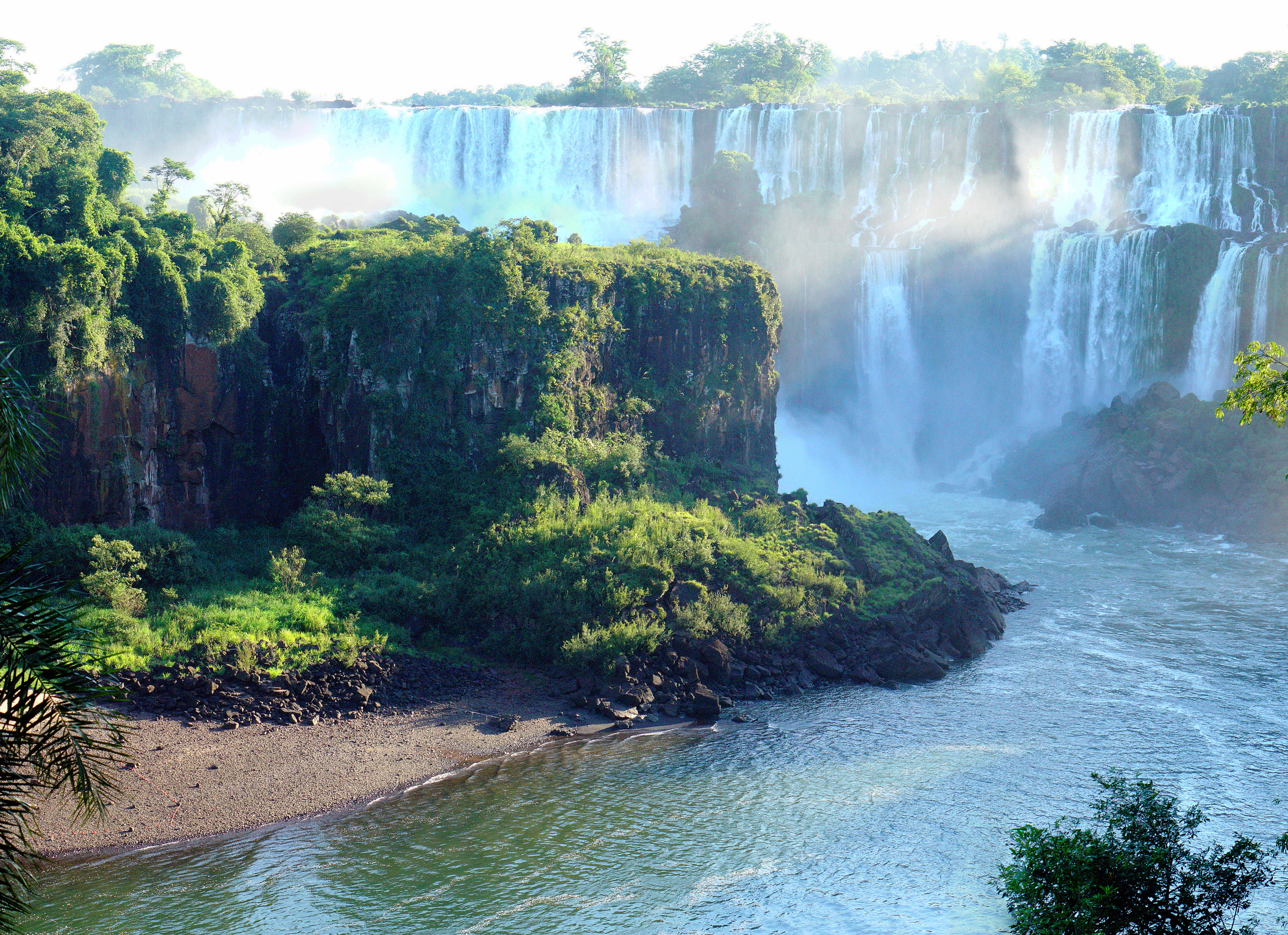
As Cataratas do Iguaçu, no Parque Nacional do Iguaçu.

A maioria dos rios da América nascem nas cordilheiras do ocidente e fluem até os oceanos Glacial Ártico, Atlântico e o Pacífico. Os rios que desaguam no Oceano Atlântico são maiores e formam importantes bacias hidrográficas.
Na América do Norte podem ser identificados rios das três vertentes existentes: o Rio Mackenzie, que desagua na vertente do Ártico, os rios Yukon, Colorado e Columbia são os maiores rios da vertente do Pacífico, enquanto na vertente do Atlântico destacam os rios Bravo, o sistema de rios Mississippi-Missouri e o São Lourenço. De todos eles se destaca o rio Mississippi por ser o mais longo e com a maior bacia desta zona do continente, sendo o principal rio dos Estados Unidos. Nos lagos, se destacam os da região dos Grandes Lagos onde se encontram os lagos Superior, Huron, Michigan, Ontário e o lago Erie. Estes lagos são conectados por pequenos rios e canais, desembocando no Atlântico através do rio São Lourenço.
Na América Central os rios são curtos e correspondem principalmente a vertente atlântica. Estes rios têm várias funções, servindo incluso como fronteiras; por exemplo o rio Segovia (entre Honduras e o Nicarágua). Nesta zona, os lagos também são menores, entre eles estão o lago Nicarágua e o Gatún.
Na América do Sul, reaparece as vertentes do Pacífico mesmo que os rios que desaguam no Atlântico serem maiores e mais importantes. Destacam os rios Orinoco, o sistema Paraná-Plata e o rio Amazonas. O rio Amazonas é o maior rio da Terra, tanto em volume de água quanto em comprimento (6937,08 km de extensão), nas cheias a distância de uma margem a outra pode chegar a 50 km. A América do sul não apresenta, ao contrário da América do Norte, grandes extensões lacustres, mas ainda assim possui inúmeras lagoas costeiras, sobretudo na vertente atlântica, como a lagoa dos Patos, no Brasil; lagoas de inundação nas planícies Amazônica e do Orinoco; e lagos de altitude, como o Titicaca, entre o Peru e a Bolívia.
| Rio                | Longitude (km) | Principais países atravessados       |
| ------------------ | -------------- | ------------------------------------ |
| Amazonas           | 7.100          | Colômbia, Peru, Brasil               |
| Mississipi-Missúri | 6.019          | Estados Unidos                       |
| Mackenzie          | 4.240          | Canadá                               |
| Paraná-Prata       | 4.200          | Paraguai, Argentina, Uruguai, Brasil |
| São Francisco      | 3.199          | Brasil                               |
| Yukon              | 3.185          | Estados Unidos                       |
| Grande             | 3.033          | Estados Unidos, México               |
| Sascachevão        | 2.575          | Canadá                               |
| Colorado           | 2.333          | Estados Unidos, México               |
| Orinoco            | 2.150          | Venezuela, Colômbia                  |
| Columbia           | 1.953          | Estados Unidos                       |
| Madalena           | 1.543          | Colômbia                             |
| Cauca              | 1.350          | Colômbia                             |
| Usumacinta         | 1.200          | Guatemala, México                    |

## Clima

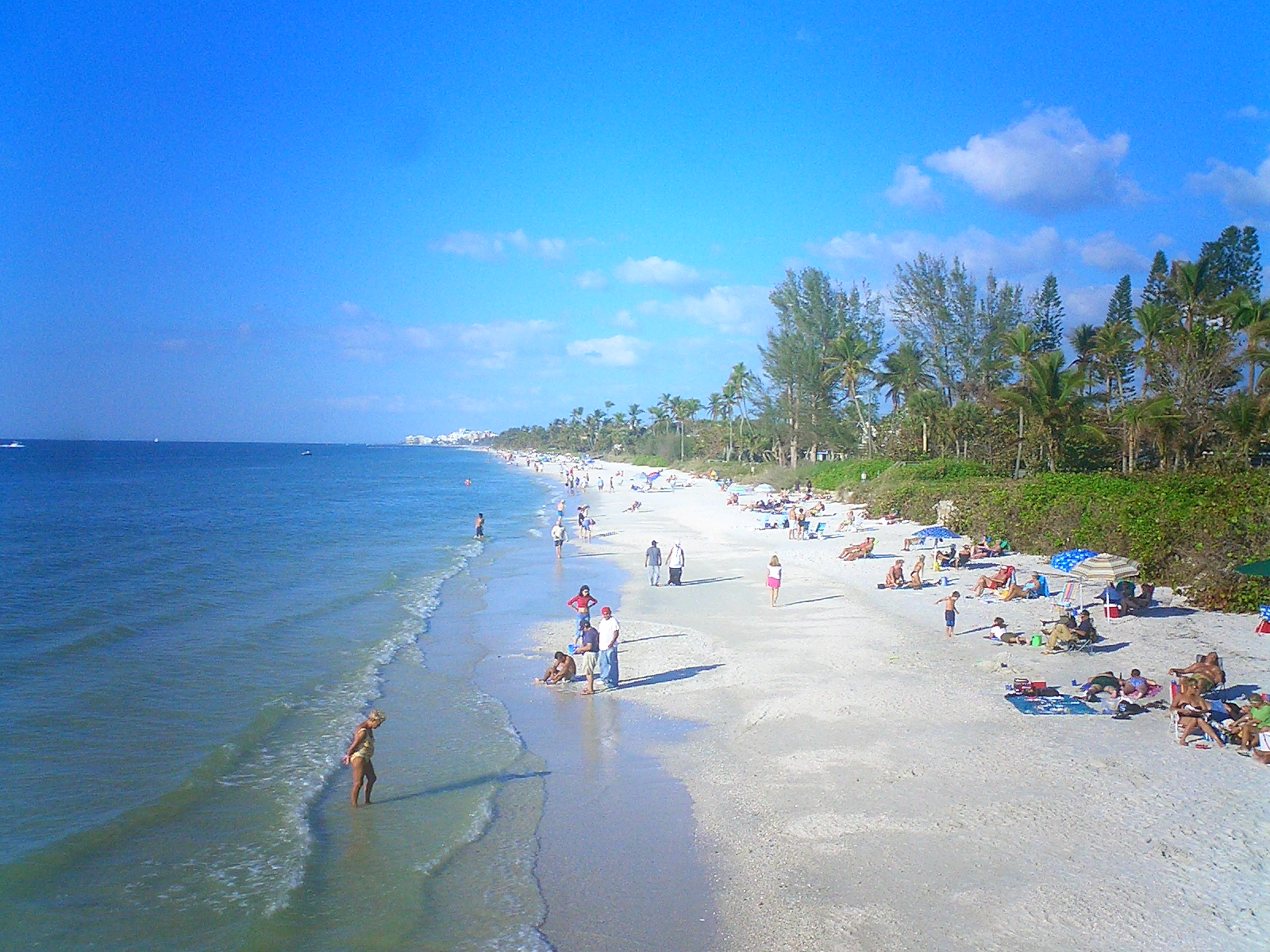
Naples Beach na Flórida é o exemplo de uma localidade com clima tropical na América.

Devido à sua alongada disposição norte-sul, que faz o território americano situar-se em diferentes latitudes, ele apresenta grande diversificação climática. O clima de qualquer região depende de muitos fatores: latitude, altitude e disposição do relevo, massas de ar, continentalidade, maritimidade, correntes marítimas, etc. Uma menor ou maior latitude indica se uma área está mais próxima ou mais distante do Equador e, conseqüentemente, se é mais ou menos quente. Além disso, em função do relevo, essa área pode apresentar, conforme a altitude.
No continente americano destacam-se os climas tropicais, subtropicais, equatoriais, desérticos, semiáridos, mediterrâneo temperado, polar, frio de montanha, úmidos ou secos,etc. Aparecendo, em alguns pontos, o tropical de altitude. Em meio a essa vasta extensão tropical, existe um trecho de clima equatorial, também muito amplo, marcado por reduzida amplitude térmica, elevadas temperaturas e chuvas constantes.
A partir do Trópico de Capricórnio, na América do Sul, os tipos climáticos dominantes modificam-se progressivamente com o aumento da latitude, passando a predominar os climas temperados e frios. A influência do relevo sobre a temperatura é mais nítida na parte oeste, onde as cordilheiras apresentam faixas de terras quentes, temperadas e frias. Essas faixas vão desaparecendo à medida que diminui a distância em relação ao polo sul, onde mesmo ao nível do mar já se encontram áreas permanentemente geladas.
A influência do relevo sobre a temperatura é mais nítida na parte oeste, onde as cordilheiras apresentam faixas de terrenos quentes, temperados e frios. Essas faixas vão desaparecendo à medida que diminui a distância em relação ao Pólo Sul, onde mesmo ao nível do mar já se encontram áreas permanentemente geladas.
Na América do Norte, por causa da situação geográfica, a partir do pólo norte para perto do Equador, no subcontinente podem ver-se várias zonas climáticas, de florestas e cerrado nas planícies do sul do México para áreas de permafrost na Groelândia. No norte do Canadá e do Alasca, paisagens típicas da tundra e taiga. Nas regiões do interior do continente incluem desertos e áreas secas. No entanto, grandes áreas do continente gozam um clima ameno para o assentamento e agricultura. Principalmente o clima é quente, úmido e chuvoso.
O clima na América do Norte é tipicamente frio e úmido. A zona chuvosa se estende de forma desproporcionada, e como o continente estende-se sobre as zonas climáticas, a vegetação é bastante distinta. Recuos Grande do litoral tornam as condições de insularidade a prevalecer na maior parte do seu interior. A área ao longo da costa ocidental tende a ser mais ameno e úmido do que outras áreas com a mesma latitude. O sudeste da América do Norte tem grande ocorrência de tornados e furacões, sendo que a grande maioria dos tornados ocorrem em uma região dos Estados Unidos denominada Tornado Alley.

## Vegetação

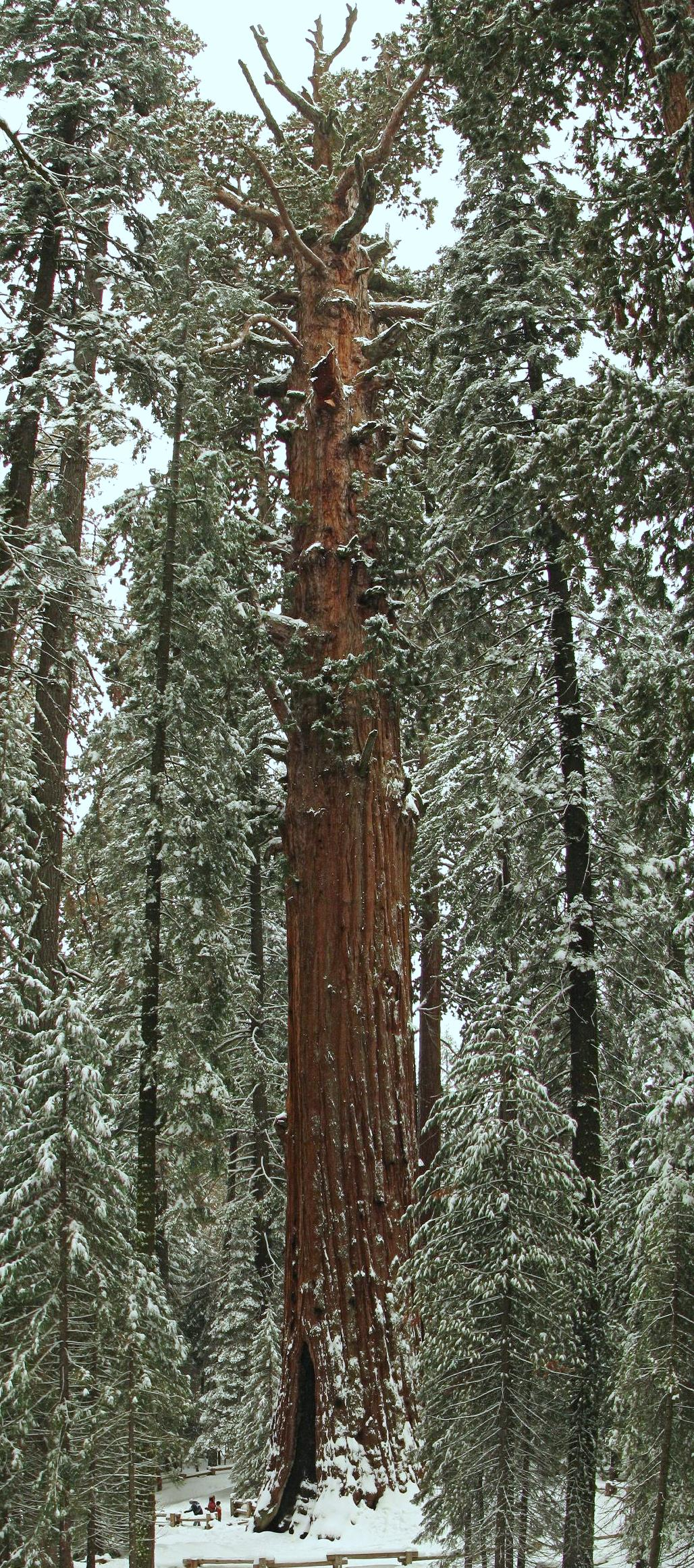
General Sherman, o maior sequoia do mundo com seus 83 metros.

Existem distribuições de várias plantas de vida na América do Norte. A vida vegetal no Ártico inclui ervas, musgos e salgueiros do Ártico. Árvores coníferas, incluindo os abetos, pinheiros, hemlocks, etc, são originárias do Canadá e as montanhas no oeste dos EUA vai até o sul de São Francisco. Entre elas estão as sequóias gigantes, sequóias, abetos grande, e pinheiros açúcar. No sul crescem extensos pinheiros amarelos. Além disso, pau campeche, mogno, e lignunvitae - todas tropical na natureza - são cultivadas. O sudoeste tem as plantas do deserto, incluindo yucci e cactos. As plantas cultivadas nativas da América do Norte são o tabaco, milho, batata, a baunilha, melão, cacau, abóbora, índigo, e de feijão.
A maior parte da cobertura vegetal que revestia a América Latina até o século XVI já não existe mais. A vegetação somente foi preservada nos locais de pequeno interesse econômico ou em áreas de relevo abrupto. Mas, mesmo assim, é muito fácil reconstituir a formação vegetal primitiva, uma vez que ela era resultado do clima e do tipo de solo em que se desenvolveu. Assim, é possível identificar na região:

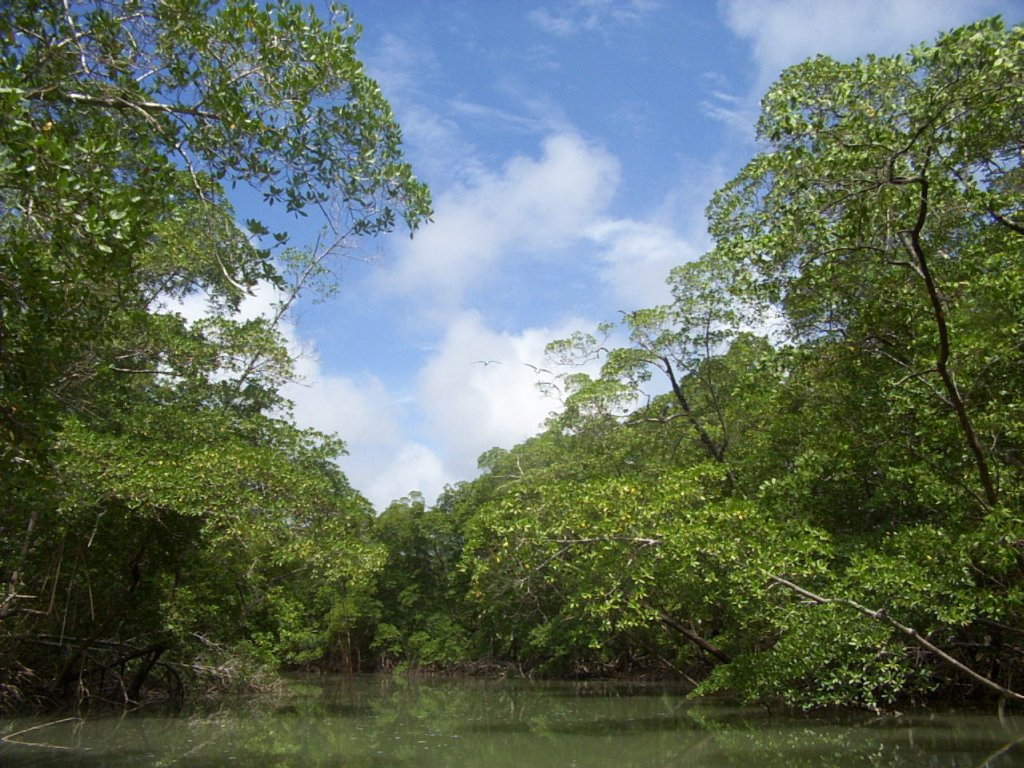
Igarapé da Bacia Amazônica, no Brasil.

- Vegetação de clima equatorial: florestas da Amazônia e de parte da América Central. São florestas emaranhadas, formadas por árvores de diversas alturas, de folhas largas, recobertas e circundadas por uma infinidade de  trepadeiras e formações vegetais variadas.
- Vegetação de clima tropical: florestas ou savanas, na maior parte da América Central e nas partes norte e central da América do Sul. As áreas mais úmidas são recobertas por densas e emaranhadas florestas nas regiões menos úmidas, ganha destaque a savana, constituída por árvores baixas e arbustos associados a uma vegetação rasteira, como o cerrado no Brasil, os Llanos na Venezuela e o Chaco na Argentina e no Paraguai.
- Vegetação de clima temperado: florestas temperadas ou subtropicais e pampas na Argentina, no Uruguai, Chile e sul do Brasil. As primeiras são matas de pinheiros, geralmente associados a outras espécies; os pampas constituem uma área de vegetação rasteira, excelente pastagem natural.
- Vegetação de clima frio: coníferas no sul da Argentina e do Chile. Trata-se de uma formação florestal arbórea, com plantas que apresentam folhas muito duras e pontiagudas (aciculifoliadas).
- Vegetação de altas montanhas: Nos Andes, a vegetação apresenta variações devido às elevadas altitudes, que ocasionam temperaturas mais baixas e pluviosidade reduzida.
- Vegetação de clima desértico: Constituída principalmente por espécies arbustivas e xerófilas, caracteriza-se por ser uma formação vegetal muito esparsa.[8]

## Ver Também
- Geografia da América Latina
- Geografia da América do Norte
- Geografia da América do Sul
- América
- Geografia
- Pontos extremos da América